# Sokolský dům (Zrenjanin)
Sokolský dům v srbském Zrenjaninu slouží jako kulturní a tělovýchovné centrum. Je památkově chráněn.
Sokolský dům byl vybudován v roce 1926 podle dva roky starého návrhu architekta Dragiši Brašovana ve městě, které tehdy neslo název Veliki Bečkerek. Jugoslávský stát se snažil od svého vzniku podporovat novou kulturu – kulturu sportu. V celé Vojvodině proto byly budovány četné sokolovny. Dragiša Brašovan nicméně pojal stavbu unikátním způsobem – zakomponoval do moderní architektury prvky klasicismu.
Sokolský dům byl vždy sídlem sportovního spolku, který od roku 1945 nese název Partizan.